# Cæcotrophie

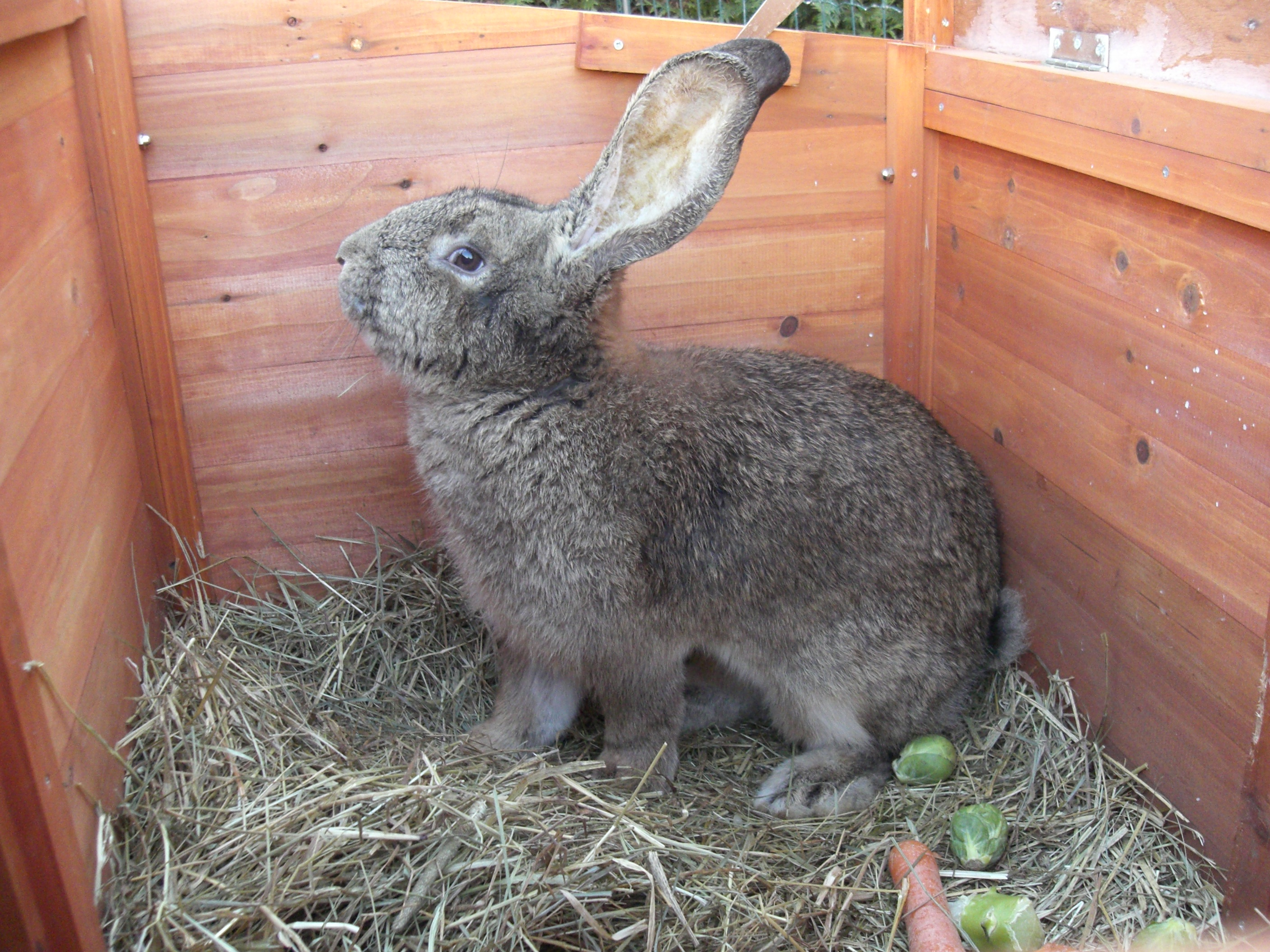
Lapin géant des Flandres, exemple d'un animal cæcotrophe

La cæcotrophie est un comportement de certaines espèces animales chez lesquelles la digestion complète nécessite que les aliments passent deux fois à travers le tube digestif : à la fin du premier passage, l’animal cæcotrophe ingère ses propres excréments, alors appelés eux aussi cæcotrophes, de façon à en extraire les éléments qui n’ont pas pu être assimilés lors du premier passage. Les cæcotrophes sont mous et entourés d'une couche mucilagineuse ; les excréments finaux produits une fois que les cæcotrophes ont traversé à leur tour le tube digestif (et notamment le cæcum) sont quant à eux des crottes dures et sèches.
Ceci permet à l'animal de récupérer des nutriments et micro-organismes (communautés bactériennes et fongiques) qu'ils contiennent, notamment la vitamine B12. Chez le lapin, sauf perturbation anormale, ces communautés restent stables au cours de la vie du lapin.
D'un point de vue métabolique, c'est une pratique qui est comparable à la rumination.

## Exemples d'espèces cæcotrophes
Sont cæcotrophes :
- la plupart des musaraignes[2], des petits mammifères insectivores ;
- de nombreux rongeurs comme les marmottes, les castors[3] ou les chinchillas[4] ;
- les lagomorphes (lièvres et lapins)[5],[6] ;
- le koala[7].

Ainsi le jeune lapin adopte-t-il ce comportement alimentaire nocturne entre le 22e et 28e jour, quand il entame son sevrage, après l'ingestion de ses premiers aliments solides. Au 28e jour des cæcotrophes sont trouvés dans le fundus dont ils représentent 25 à 30 % du contenu stomacal. Le lapin récupère ces déjections dès leur émission, par aspiration directement à l'anus, pour les ré-ingérer aussitôt.

## Rôle
La cellulose des végétaux et d'autres composés (biopolymères) ingérés par les animaux cæcotrophes ont du mal à être décomposée en nutriments par leurs enzymes intestinales. Elle est donc envoyée vers le cæcum qui contient des bactéries capables de décomposer la cellulose. Les cæcotrophes formés sont envoyés vers le côlon et réingurgités dès leur excrétion afin d'absorber les nutriments devenus assimilables par l'intestin, tels que les vitamines B.
Chez le lapereau, il a été démontré que la coprophagie commence à la période du sevrage, vers trois semaines, mais sa flore intestinale met un peu plus de temps à s'adapter à ce nouveau régime alimentaire, cause d'amaigrissement temporaire et d'augmentation de la mortalité.
Dans le cas d'un sevrage précoce, et afin de minimiser les effets de cette période délicate pour les lapereaux, un apport en flore cæcale de lapin adulte permet d'anticiper cette pratique qui constitue un ensemencement naturel.